# Dolichopeza (Dolichopeza) kongoola
Dolichopeza (Dolichopeza) kongoola is een tweevleugelige uit de familie langpootmuggen (Tipulidae). De soort komt voor in het Australaziatisch gebied.